# Alaskas flagga
Alaskas flagga antogs redan 1927, då Alaska ännu bara var ett territorium (delstat från och med 1959). Detta efter en tävling sponsrad av The American Legion 1926 . Av alla förslag som skickades in vann trettonårige John Bell "Benny" Bensons. Han menade att "den blå bakgrunden symboliserar aftonhimlen, havet, bergsjöarna och de vilda blommorna. Stjärnorna står för Alaskas rikedom på guld. Sju av dem bildar stjärnbilden Karlavagnen. Den åttonde stjärnan är Polstjärnan." De vilda blommorna kan även syfta specifikt på blå förgätmigej som även är Alaskas blomma.